# Ludwigslusts stadskyrka
Ludwigslusts stadskyrkan (tyska: Stadtkirche Ludwigslust) är en protestantisk kyrkobyggnad i Ludwigslust, Tyskland. Kyrkan bildar en arkitektonisk enhet med Ludwigslusts slott, som är beläget 500 meter norr om kyrkobyggnaden. 

## Historia

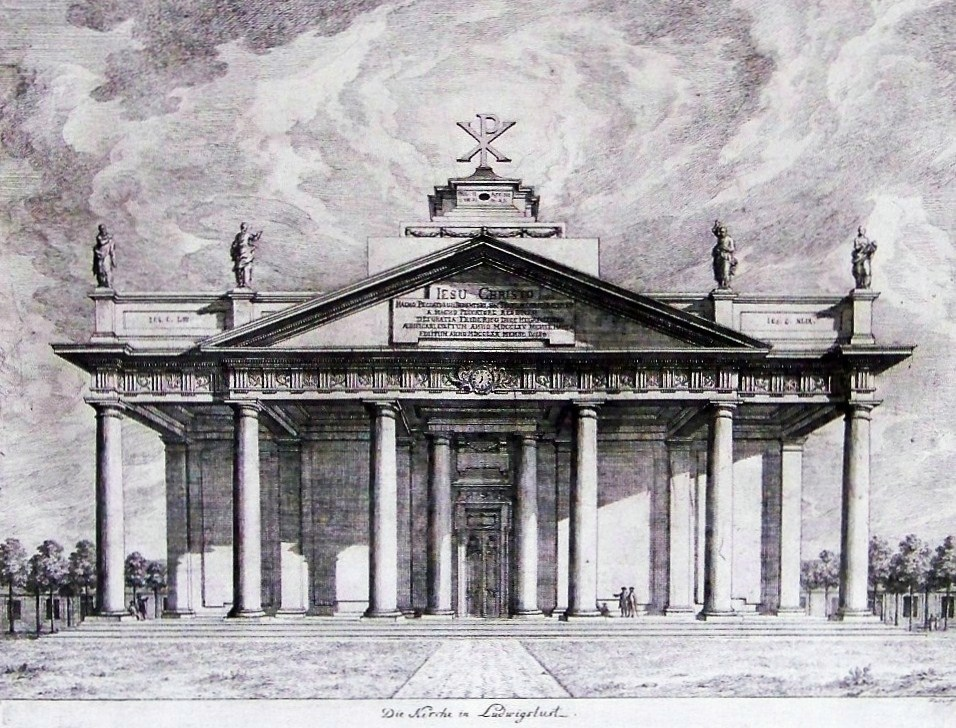
Ludwigslusts stadskyrkan (1776)

I mitten av 1700-talet beslöt den dåvarande hertigen Fredrik II av Mecklenburg-Schwerin att låta uppföra en ny slottsanläggning, som skulle ersätta det existerande jaktslottet i Ludwigslust. Den nya hovkyrkan ritades av hovbyggmästaren Johann Joachim Busch från 1765 till 1770 i barock och nyklassisk stil.

## Inventarier

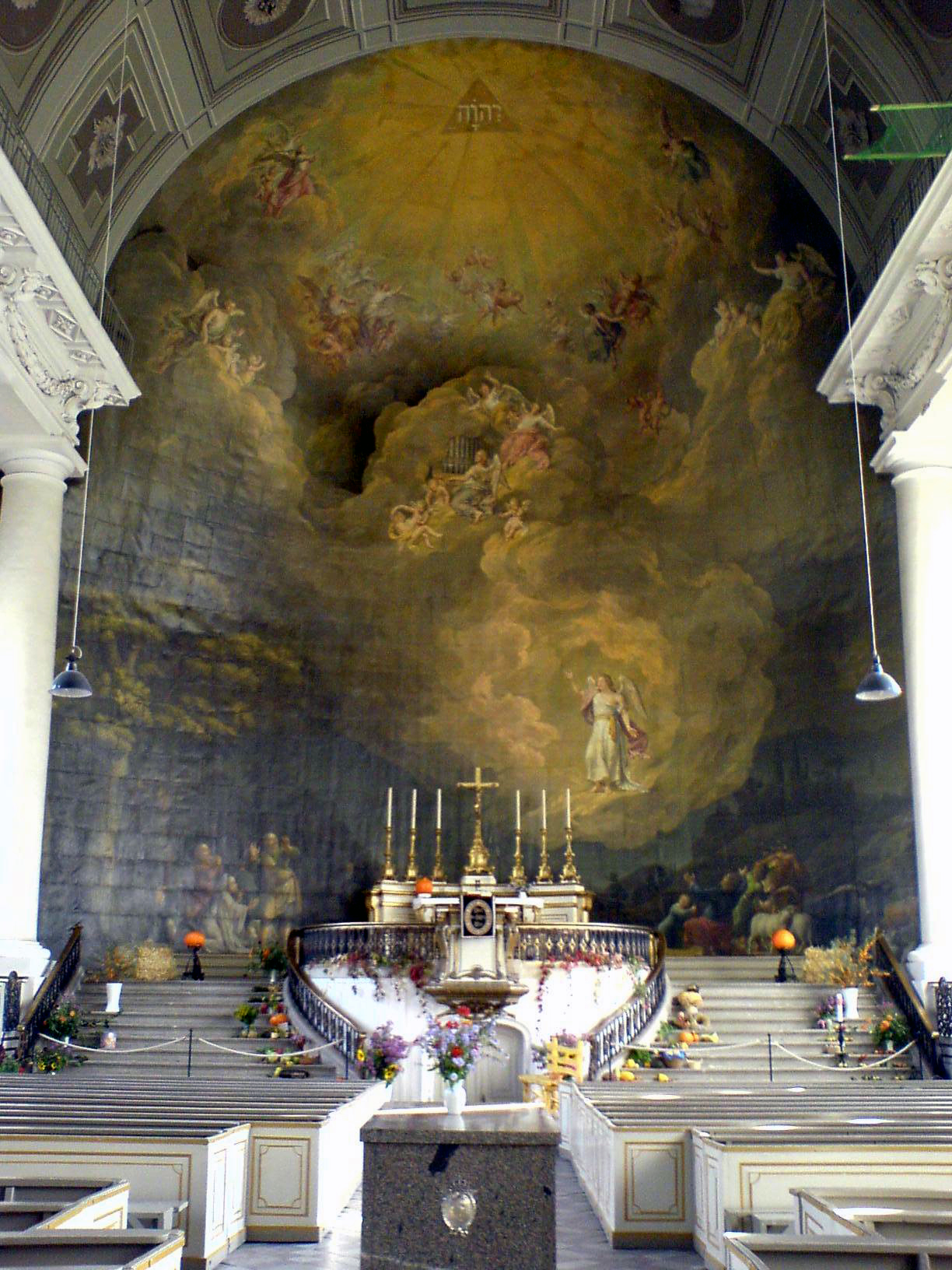
Altarrummet i stadskyrkan

Altarrummet domineras av den monumentala  altartavlan (350 m²) med julnattens änglahälsning till herdarna som motiv. Tavlan uppfördes av hovmålaren Johann Dietrich Findorff och hans efterträdare  Johann Heinrich Suhrlandt.